# محمود جاد
محمود جاد محمود أحمد (مواليد 22 مايو 1997) هو لاعب كرة قدم مصري يلعب كحارس مرمى في نادي إنبي.